# Denver (Schiff, 1968)
Die Denver (Kennung: LPD-9) war ein Amphibien-Transportschiff der Austin-Klasse. Es war das dritte Schiff der United States Navy, das diesen Namen trug. Die Einheiten der Austin-Klasse dienten der amphibischen Kriegsführung. Das Schiff war von 1969 bis 2014 im aktiven Dienst.

## Schiff

### Rumpf und Antrieb
Der Rumpf der Denver ist wie bei allen Schiffen der Klasse rund 174 Meter lang und 25 Meter breit. Das Schiff verdrängt ca. 17.000 tn. l. Die vordere Hälfte ist mit dem Deckshaus belegt, die hintere mit einem Helikopterlandedeck. Dort finden bis zu sechs CH-46 Sea Knight Platz. Im Rumpf befindet sich ein 51 Meter langes Welldeck, dahinter noch 70 Meter Lagerfläche.
Der Antrieb besteht aus zwei Dampfkesseln, die zwei Getriebeturbinen antreiben. Diese Technik wird auf keinem anderen Schiff der US Navy noch eingesetzt. Jeder dieser Kessel treibt eine Schraube an; die Leistung des Antriebssystems liegt bei 24.000 Wellen-PS. Das Schiff erreicht damit eine Höchstgeschwindigkeit von 21 Knoten.

### Bewaffnung
Zur Abwehr von Schlauch- und Schnellbooten besitzt die USS Denver zwei Maschinenkanonen des Typs Mk. 38 und acht Maschinengewehre des Typs Browning M2 im Kaliber .50. Für die Abwehr anfliegender Raketen sind zwei Nahbereichsverteidigungssysteme des Typs Phalanx CIWS installiert.

## Geschichte und Einsätze

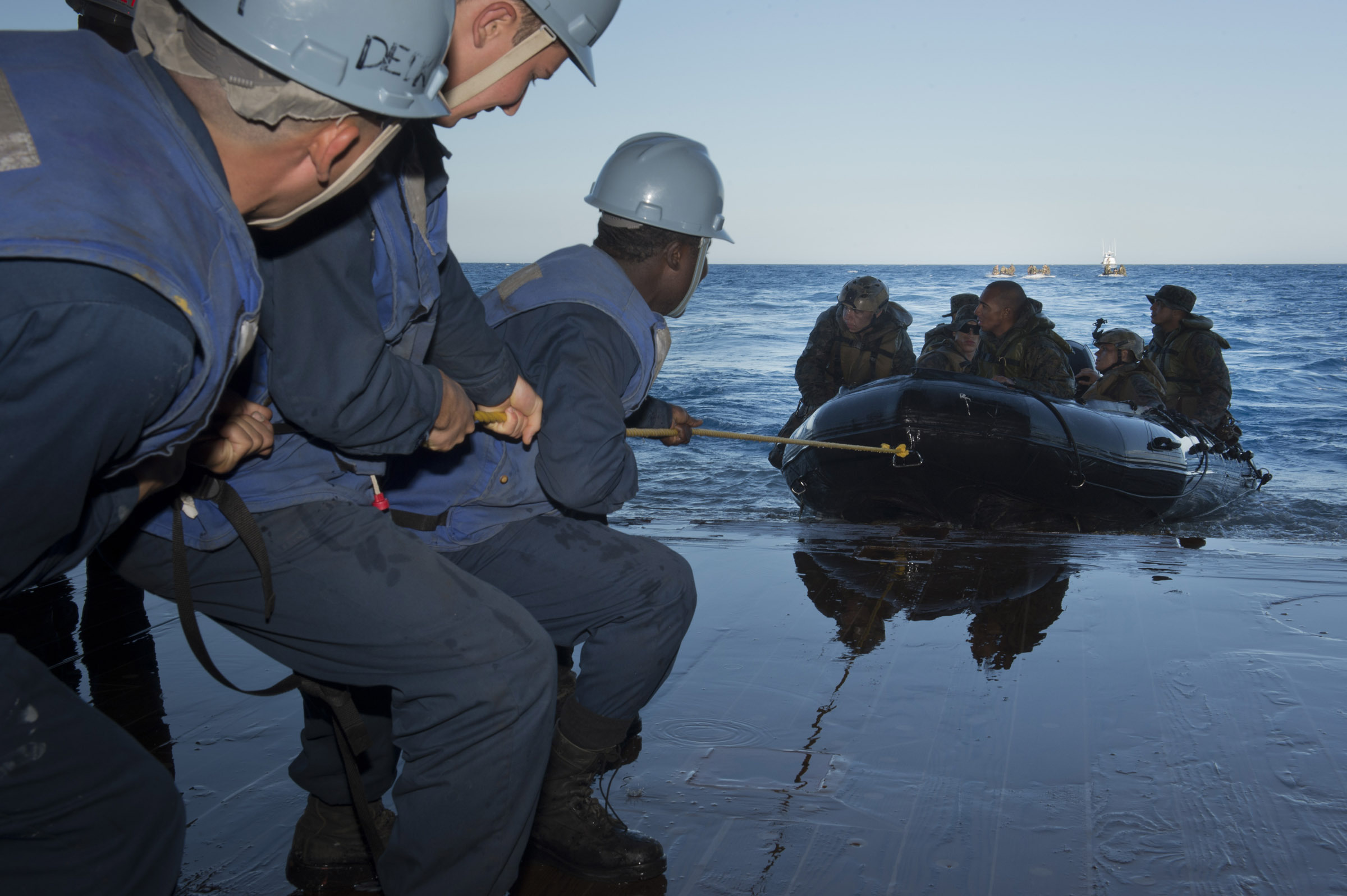
Ein Schlauchboot mit Marines wird auf das Welldeck der Denver gezogen (Übung im Korallenmeer im August 2013)

Die Schiffe der Austin-Klasse wurden zwischen 1965 und 1971 gebaut. Schließlich war die Einsatzzeit der Schiffe länger als erwartet und die Navy plante ab 1988 ein groß angelegtes Modernisierungsprogramm für alle elf Schiffe der Klasse. Das geplante Programm trug den Namen SLEP („Service Life Extension Program“) und sollte eine Verlängerung der Lebenszeit der Schiffe von 10 bis 15 Jahren bis mindestens 2005 sicherstellen. Der damalige US-Kongress lehnte 1987 die Finanzierung des Programmes aber ab.
Dennoch blieb die Denver bis 2014 im aktiven Dienst und hat während ihrer langen Dienstzeit viele Einsätze in unterschiedlichen Konflikten und Weltgegenden erlebt.
1970 spielte die Denver eine Rolle im Fall der Columbia Eagle. An Bord dieses Schiffes kam es zu einer Meuterei, und zwei Crew-Mitglieder übernahmen am 14. März 1970 das Kommando über das Schiff. Die Columbia Eagle war ein vom US-Militär geleastes Transportschiff, das Napalm nach Kambodscha bringen sollte.
Im Vietnamkrieg nahm das Schiff an der Operation „Frequent Wind“ teil, mit der Saigon evakuiert wurde.
1984 nahm die Denver an „Westpac 84“ und an verschiedenen Operationen teil wie „Beach Guard“, „Operation Cobra Gold“ (gemeinsames Manöver von Thailand und UK im Pazifik) und „Operation Valiant Usher“. 
Am 13. Juli 2000 nahm die Denver an einem Militärmanöver mit der Bonhomme Richard teil. Die Denver lag vor der Küste von Oʻahu und wurde von der Yukon betankt. Bei einer Kollision mit dem Tankschiff wurden drei Viertel des Rumpfes der Denver beschädigt. In Pearl Harbor wurde das Schiff zwei Wochen repariert, bis es zu seinem Heimathafen San Diego, Kalifornien, auslaufen konnte.
Am 14. August 2014 wurde die Denver, nachdem sie ihren damaligen Heimathafen Sasebo verlassen hatte, in einer feierlichen Zeremonie in Pearl Harbor außer Dienst gestellt. Zum Zeitpunkt der Außerdienststellung war sie das älteste aktive Schiff der US Navy.